# فهد يوسف
فهد يوسف (مواليد 15 مايو 1987) هو لاعب كرة قدم سوري يجيد اللعب كلاعب وسط لصالح منتخب سوريا و نادي الجهاد قامشلي ونادي حطين.

## روابط خارجية
- فهد يوسف على موقع قاعدة بيانات كرة القدم.إي يو (الإنجليزية)
- فهد يوسف على موقع ناشيونال فوتبول تيمز (الإنجليزية)
- فهد يوسف على موقع Soccerway.com (الإنجليزية)